# ویل فرانسیس
ویل فرانسیس (انگلیسی: Wil Francis؛ زادهٔ ۸ ژانویهٔ ۱۹۸۲) یک موسیقی‌دان اهل ایالات متحده آمریکا است. وی از سال ۲۰۰۳ میلادی تاکنون مشغول فعالیت بوده‌است.